# I Lived
I Lived è un singolo del gruppo musicale statunitense OneRepublic, pubblicato il 23 settembre 2014 come sesto estratto dal terzo album in studio Native.

## Descrizione
Tedder ha dichiarato di aver scritto la canzone per suo figlio. In un'intervista alla rivista People ha detto: "L'idea del brano, per citare il grande Robin Williams ne L'attimo fuggente, è quella del 'carpe diem'". Egli ha detto che "è assolutamente universale e applicabile a tutti". Per quanto riguarda il verso "Con ogni osso rotto, lo giuro, io ho vissuto", ha detto Tedder che "si intende che per ogni giorno che sei su questa terra, per ogni minuto che hai, l'idea alla base è di non fare assolutamente niente di meno di quello che tu senti essere in grado di fare, di spremere fino all'ultima goccia di vita di ogni giorno, indipendentemente dalle difficoltà o prove che uno deve affrontare". Come per altre canzoni dell'album Native, Tedder si è ispirato agli U2.

## Promozione
Il singolo è stato di supporto nello spot televisivo per lanciare la nuova Classe B Electric Drive Mercedes-Benz.
Un remix è stato pubblicato per la campagna della Coca Cola per combattere l'AIDS.

## Video musicale
Il video musicale, diretto da Noble Jones, è stato pubblicato il 25 settembre 2014. Il video è dedicato a un adolescente di 15 anni, Bryan Warnecke, che soffre di fibrosi cistica. Nel video, Warnecke è visto in bicicletta, skateboard e giocare a hockey a fare pieno uso della sua vita. Egli spiega anche cosa vuol dire vivere con la malattia. "Ci si sente come se si respirasse attraverso una cannuccia", dice la vittima. "Ogni volta che provo a respirare forte fa male. Voglio vivere il massimo della mia vita e divertirmi il più possibile e la mia paura più grande è non essere in grado di farlo."
La clip si conclude con Tedder e la band che si esibiscono al Red Rocks Amphitheater e Warnecke è presente tra il pubblico cantando a squarciagola il singolo stesso.

## Tracce
Download digitale
1. I Lived – 3:54

EP digitale
1. I Lived (Arty Remix) – 4:26
2. I Lived (Carousel Remix) – 3:39
3. I Lived (Heroic Remix) – 3:43
4. I Lived (iTunes Session) – 3:59

Versione remix
1. I Lived ((RED) Remix) – 4:17

## Classifiche
| Classifica (2014-2015)           | Posizione massima |
| -------------------------------- | ----------------- |
| Australia                        | 86                |
| Austria                          | 48                |
| Belgio (Fiandre)                 | 60                |
| Canada                           | 29                |
| Francia                          | 108               |
| Germania                         | 61                |
| Irlanda                          | 44                |
| Italia                           | 18                |
| Nuova Zelanda                    | 35                |
| Polonia                          | 18                |
| Repubblica Ceca                  | 19                |
| Regno Unito                      | 29                |
| Scozia                           | 9                 |
| Slovacchia                       | 10                |
| Slovenia                         | 22                |
| Spagna                           | 40                |
| Stati Uniti                      | 32                |
| Stati Uniti (adult alternative)  | 13                |
| Stati Uniti (adult contemporary) | 11                |
| Stati Uniti (adult pop)          | 10                |
| Stati Uniti (digital)            | 15                |
| Stati Uniti (pop)                | 18                |
| Stati Uniti (radio)              | 25                |
| Ungheria                         | 11                |

## Formazione
- Ryan Tedder – voce,    chitarra acustica
- Zach Filkins – chitarra, cori
- Drew Brown – chitarra acustica, cori
- Brent Kutzle – basso, cori
- Eddie Fisher – batteria

Altri musicisti
- Brian Willett – percussioni
- David McGlohon – cori
- Bobbie Gordon – cori
- Billy Kraven – cori
- Trever Hoehne – cori
- The Beauregards – cori
- Benjamin Levin – cori
- Chris Sclafani – cori
- Danielle Edinburgh Wilson – cori
- Jermon Wilson – cori
- Margaret-Anne Davis – cori
- Scott Yarmovsky – cori
- Toni Skidmore – cori